# Тепловий контакт
Теплови́й конта́кт (тіл) (англ. thermal contact) — контакт тіл або систем, за якого теплообмін між ними відбувається через теплопровідність чи конвекцію.

## Загальні положення
Якщо привести у тепловий контакт тіла, нагріті до різних температур, то теплова енергія переходить самовільно лише в одному напрямку: від гарячішого тіла до холоднішого. Це положення випливає з повсякденного досвіду та наукової практики. Фізична величина, яка характеризує ступінь нагріву тіла і визначає напрямок теплообміну між нагрітими по-різному тілами, називається температурою. З часом, приведені у тепловий контакт тіла перестають обмінюватися тепловою енергією — їх температури в процесі самовільного теплового обміну зрівнюються. Кажуть, що в цьому випадку між тілами досягнута теплова рівновага.
При контакті теплопровідних шарів на поверхні їх поділу виникає термічний опір. Цей термічний опір, який ще часто називають контактним термічним опором, виникає тоді, коли поверхні двох матеріалів недостатньо щільно притиснуті одна до одної й між ними залишається тонкий шар рідини чи газу. Дослідження під мікроскопом картини контакту між твердими поверхнями показує, що матеріали торкаються один до одного лише вершинами профілів шорсткості поверхонь, а впадини поверхонь контакту заповнені іншим середовищем: повітрям, рідиною або вакуумом.
Контактний термічний опір залежить у першу чергу від шорсткості поверхонь; сили, що притискає дві поверхні одну до одної; середовища у зоні контактних поверхонь і температури в зоні контакту. Механізм теплопередавання в зоні поверхонь контакту є досить складним. У місцях безпосереднього контакту твердих поверхонь здійснюється процес теплопровідності, а перенесення тепла через зазори, заповнені рідиною чи газом, відбувається ще й через конвекцію та випромінення.
Якщо густина теплового потоку через дві контактуючі поверхні з площею контакту A становить {\displaystyle q={\dot {Q}}/A}, а різниця температур поперек до заповненого рідиною чи газом зазору, який розділяє тверді поверхні, дорівнює {\displaystyle \Delta T_{i}}, то контактний питомий термічний опір {\displaystyle r_{i}} визначається виразом
{\displaystyle r_{i}={\frac {\Delta T_{i}}{{\dot {Q}}/A}},}
де {\displaystyle {\dot {Q}}} — тепловий потік {\displaystyle \left({\dot {Q}}={\frac {dQ}{dt}}\right)} через поверхню контакту.

## Ідеальний та неідеальний теплові контакти
Вважається, що дві поверхні перебувають в ідеальному тепловому контакті, коли контактний термічний опір прямує до нуля і на поверхні поділу перепад температур відсутній. При неідеальному тепловому контакті на поверхні поділу виникає перепад температур.
Часто термічний опір на поверхні поділу не враховується у розрахунках, хоча при механічному сполученні твердих тіл цей опір виникає завжди. Для сильно шорстких поверхонь та при невеликих зусиллях притискування перепад температур поперек зони контакту може бути значним і його слід враховувати.
Проблема контактного термічного опору є досить складною, й наразі відсутні єдина теорія чи серія експериментальних даних, котрі дозволяли б достатньо точно розраховувати цей опір в інженерних задачах.